# Istočnobaltički jezici
Istočnobaltički jezici, ogranak baltičkih jezika koji sa zapadnobaltičkim čine baltičku skupinu indoeuropskih jezika. Donedavno su u nju bila priznata svega dva jezika, litvanski [lit] i latvijski [lav], koji se govore na području njihovih matičnih država, ali i van njih, a 2010. priznat je i latgalski jezik.
Na prijedlog da se litvanski proglasi makrojezikom koji bi sadržavao litvanski standardni jezik i samogitski, 2009. godine je usvojeno da se samogitski prizna kao poseban jezik s kodom [sgs], ali je odbijeno priznavanje litvanskog makrojezika i standardnog litvanskog [ltb]

## Vanjske poveznice
- Ethnologue (14th)
- Ethnologue (15th)